# Tunnel van Anseremme
De tunnel van Anseremme is een spoortunnel in Anseremme, een deelgemeente van Dinant. De tunnel heeft een lengte van 410 meter. De baanvaksnelheid van spoorlijn 166 is beperkt tot 80 km/u.